# トーコマ
トーコマ株式会社（とーこま）は、かつて兵庫県小野市に本社をおいた、TOKOMAブランドのドライバーを主力とした、日本のドライバー専門メーカーである。
1924年、森本福蔵がナイフメーカーとして創業する。1963年ドライバー等の作業工具メーカーに転身した。
2015年1月15日、神戸地方裁判所社支部において破産手続の開始決定を受けた。そして同年11月9日に法人格が消滅した。

## 主な商品
- GIGA FIT（ギガフィット）ドライバーは、特許登録（特許第2588848)の特殊な刃先形状を採用している。ねじへの食い付きがよく、ねじ溝に深く密着してカムアウト現象も防げる。グリップの後部をハンマーで叩く時に、叩き込む力を集中伝達させその反発力を吸収減少されるボール・ジョイントシステムを内部に採用している。ねじの溝が潰れていてもこの二つの構造により、ねじを回し外す事が出来る[4]。

KTC ノンスリップドライバ DAP-2～DAM-06は TOKOMA 製ギガフィットドライバーのOEMである。
- 「ドライバー エアロビクス2」は、1991年度商品デザイン部門でグッドデザイン賞を受賞している[5][6]。
- チタン製非磁性ドライバーは、強大な磁界での作業・磁石のすぐそばでの作業が安全に確実に行える。医療機器の「MRIのメンテナンス」にも使用されている。また磁気を嫌う作業現場にも使用されている[7]。

販売先は、建築金物DIY卸約45%、利器工匠具卸約30%、貿易が約15%であった。

## 産業財産権
2011年9月15日現在
- 商標権 (Trademarks)

登録番号 第4110459号 Aerobics、現在使用ブランドの商標権については不明。
USPTO登録No.1740914 TOKOMA trademarkia.com Trademarks411.com 但し、1992年に登録となったが1999年に商標権は無効になっている。
- 特許・実用新案権